# کراگولوو
کراگولوو (به بلغاری: Kragulevo) یک منطقهٔ مسکونی در بلغارستان است که در شهرستان دوبریچکا واقع شده‌است.